# 伊恰爾基區

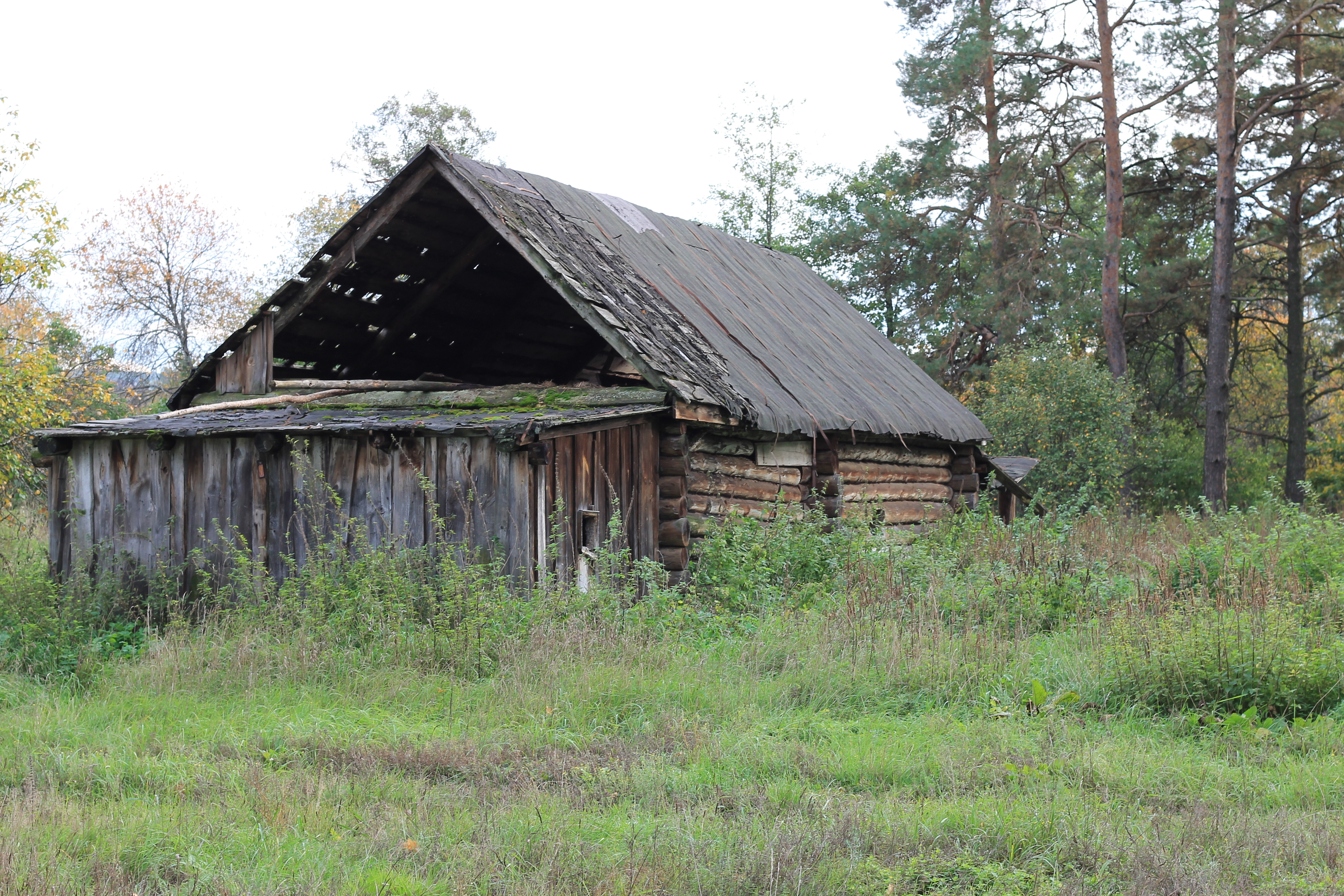

54°42′N 45°14′E / 54.700°N 45.233°E
伊恰爾基區（俄语：Ичалковский район），是俄羅斯的一個區，位於該國西部，由莫爾多維亞共和國負責管轄，面積1,265平方公里，2010年人口20,582，人口密度每平方公里16.27人。